# 鈍牛倶楽部
株式会社鈍牛倶楽部（どんぎゅうくらぶ）は、東京都渋谷区に所在する日本の芸能事務所。
1977年設立。2017年6月に有限会社から株式会社に改組し、同年9月より木下グループ傘下となっている。

## 所属タレント

### 俳優
男優
- 岩松了
- 岡宏明（業務提携）
- 岡本智礼
- オダギリジョー
- 尾上寛之
- 串田和美
- 小林稔侍
- 小林竜樹
- 櫻井健人
- 髙橋里恩
- 永岡佑
- 橋本一郎
- 坂東龍汰
- 堀部圭亮
- 光石研
- 諏訪珠理
- 栗原颯人
- 日高由起刀
- 串田和美

女優
- 河合優実
- 伊礼姫奈
- 小林桃子
- 鈴木唯
- 鈴木咲

#### D-plus
- 朝比奈知樹
- 林裕太

### 映画監督
- 入江悠
- 二ノ宮隆太郎

## 過去の所属タレント

### 俳優
男優
- 池部良
- 石橋凌
- 岩岡将宏
- 大友律
- 大森博史
- 緒形拳
- 緒形幹太
- 笠松将
- 北村昭博
- 木原勝利
- 佐々木大介（青山ハル）
- 沢木哲
- 清水優
- 菅原健
- ダイアモンド☆ユカイ[3]
- 田中哲司
- 永田良輔
- 長塚圭史
- 藤木修
- 裵ジョンミョン
- 宮本幸太
- 山田寛人
- 森優作

女優
- 安藤サクラ
- 川村紗也
- 田代絵麻
- 田畑智子
- 宮崎萬純（宮崎ますみ）
- 宮田はるか
- 藤真利子
- 間瀬奈都美
- 西田尚美

### 映画監督
- 安藤桃子（安藤モモ子）
- 坂口拓
- 園子温

## 関連会社
- ディーダッシュ・カンパニー